# چولنوک
چولنوک (به مجاری:  Csolnok) یک شهرداری در مجارستان است که در ناحیه استرگوم واقع شده‌است. چولنوک ۱۸٫۷ کیلومتر مربع مساحت و ۳٬۴۰۲ نفر جمعیت دارد.